# كيتي كوغلان
كيتي كوغلان (بالإنجليزية: Katy Coghlan)‏ هي لاعبة كرة قدم أسترالية، ولدت في 19 أغسطس 1989 في سري في المملكة المتحدة. لعبت مع برث غلوري إف سي.